# Halo (píseň, Beyoncé)
Halo je píseň americké zpěvačky Beyoncé Knowles, kterou nahrála na své album I Am... Sasha Fierce, a kterou vydala jako čtvrtý singl. Píseň napsala společně s frontmanem kapely OneRepublic Ryanem Tedderem a producentem Evanem Bogartem. Zpěvačka za píseň získala cenu MTV v kategorii Song roku a ocenění Grammy v kategorii Nejlepší ženský popový výkon.

## Spory
Podle Simona Cowella byla píseň původně napsána pro britskou zpěvačku Leonu Lewis.  Tedder poté celou věc dementoval slovy, že píseň byla napsána pro Beyoncé, která ale s nahráváním váhala, proto byl nabídnut i Leoně Lewis.  Brzy na to spolupracoval Tedder i se zpěvačkou Kelly Clarkson na její desce All I Ever Wanted, kde napsal píseň Already Gone, která je příliš podobná "Halo". Clarkson poté obvinila Teddera, že použil dvakrát stejné hudební aranžmá.  Zpěvačka k celé události řekla: "Nikdy jsem o písni "Halo" neslyšela. Deska Beyoncé vyšla ve chvíli, kdy ta má už byla v lisovně. Nikdo nebude sedět a říkat si, že Ryan Tedder napsal pro Beyoncé a Kelly stejnou píseň. Ne, každý si bude říkat, že jsem Beyoncé vykradla. Zavolala jsem mu a řekla, že nerozumím proč to udělal."

## Umístění ve světě
| Země           | Umístění |
| -------------- | -------- |
| Kanada         | 3        |
| Česko          | 2        |
| Švédsko        | 8        |
| Austrálie      | 3        |
| Francie        | 9        |
| Velká Británie | 4        |
| USA            | 5        |
| Slovensko      | 1        |
| Německo        | 5        |